# Бен Хаяль, Ашур
Ашур Бен Хаяль (араб. عاشور بن خيال‎ родился в 1939 году в Дерне, Ливия) — ливийский политик и дипломат . По указу премьер-министра Ливии ПНС Ливии Абделя Рахима аль-Киба 22 ноября 2011 года был назначен министром иностранных дел.
Бен Хаяль получил образование в Ливийском университете в Бенгази в 1960-х годах. Он был секретарем ливийского посольства в Италии в конце 1960-х годов. Затем он работал в штабе ливийского представительства при Совбезе ООН с 1976 года по 1977 год, когда она была его непостоянным членом. Во время работы в ООН познакомился с Мансуром Рашидом аль-Кикха — будущим ливийским оппозиционером. Был ливийским послом в Корее, перешёл на сторону оппозиции и сбежал из Ливии в 1984 году после инцидента в ливийском посольстве в Англии, когда в результате огня, открытого из посольства по ливийцам-эмигрантам погибла Ивонн Флетчер — английский полицейский.
Будучи за границей, Хаяль вместе с Кикхой работали в Ливийском национальном движении. Хаяль сначала был заместителем главы движения, в 2005 году сам его возглавил. С началом гражданской войны в Ливии встал на сторону ПНС.